# Hiroyuki Sakaki

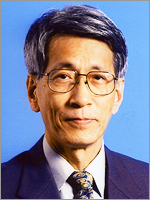
Hiroyuki Sakaki, 2008

Hiroyuki Sakaki (jap. 榊 裕之, Sakaki Hiroyuki; * 6. Oktober 1944 in der Präfektur Aichi) ist ein japanischer Physiker und Elektrotechniker im Bereich der Festkörperelektronik.
Sakaki machte 1968 den Bachelor of Science und 1970 den MS, dem 1973 der Ph.D. in Elektrotechnik folgte. Alle Titel wurden an der Universität Tokio erworben. Von 1973 bis 1987 war er Associate Professor am Institute of Industrial Science der Universität Tokio. Seit 1987 ist Sakaki Professor ebenda. Zwischenzeitlich war er von 1976 bis 1977 als Gastwissenschaftler am IBM Watson Research Center. Von 1988 bis 1998 war er an der gleichen Universität Professor am Research Center for Advanced Science and Technology und zusätzlich von 1988 bis 1993 Direktor des JST ERATO Project für „Quantum Wave“ und von 1993 bis 1998 Co-Direktor des JST ICORP Project für „Quantum Transition“.
2000 wurde er Fellow der American Physical Society.

## Auszeichnungen
- 1974 Outstanding Achievement Award (zusammen mit T. Sugano), IECEJ (Institute of Electronic and Communication Engineers of Japan) für Grundlagenforschung an MOS Geräten
- 1983 Applied Physics Society Award für Arbeiten in der Physik (ultradünne Halbleiter)
- 1989 Japan IBM Science Prize für Arbeiten an Halbleiter-Quantenstrukturen
- 1990 Applied Physics Society Award für quantum wire superlattices
- 1990 Hattori Hokokai Prize (Seiko’s Founder’s Prize)
- 1991 Outstanding Achievement Award, IECEJ
- 1996 David Sarnoff Award, IEEE (Institute of Electric and Electronic Engineers)
- 2000 Fujiwara Prize
- 2001 Medaille am Violetten Band (höchster Nationalpreis für Wissenschaftler und Künstler)
- 2004 Esaki Award (mit Yasuhiko Arakawa)
- 2005 Preis der Japanischen Akademie der Wissenschaften (mit Prof. Ohno)
- 2008 Ernennung zum Bunka Kōrōsha, zur Person mit besonderen kulturellen Verdiensten
- 2010 NEC C&C Foundation Awards 2010 C&C Prize[3]